# Río Panqueco
Río Panqueco är en flod  i Chile.   Den ligger i regionen Región de Los Ríos, i den södra delen av landet, 800 km söder om huvudstaden Santiago de Chile.
I omgivningen kring Río Panqueco växer huvudsakligen savannskog och området är  ganska glesbefolkat, med 30 invånare per kvadratkilometer.